# Maître de carrière
Le maître de carrière est le propriétaire ou l'exploitant d'une carrière, utilisée pour la production de pierre de taille ou d'autres matériaux de construction et de sculpture. Il dirige des tailleurs de pierres, des carriers, des sculpteurs, des maçons afin de permettre l'extraction, l'acheminement de pierres et la construction d'édifices.
Ses fonctions se confondent parfois avec celles du maître-maçon, du tailleur de pierre, de l'architecte et du sculpteur. De nombreux maîtres cumulaient plusieurs disciplines, comme le maître et architecte Blaise Chaireau, qui reconstruit en 1625 la nef de l'église Notre-Dame-la-d'Hors d'Auxerre, Christopher Kempster, maître de carrière et maître-maçon britannique à l'origine de l'Abingdon County Hall ou encore Melchior van Harbach, maître de carrière et architecte du Prince Maurice de Nassau.
Au XIXe siècle, l'industrialisation des procédés de production permet la création de grands empires industriels comme celui du maître de carrière brabançon Joseph Zaman, ou du maître de carrière sonégien Pierre-Joseph Wincqz.

## Histoire

### Antiquité

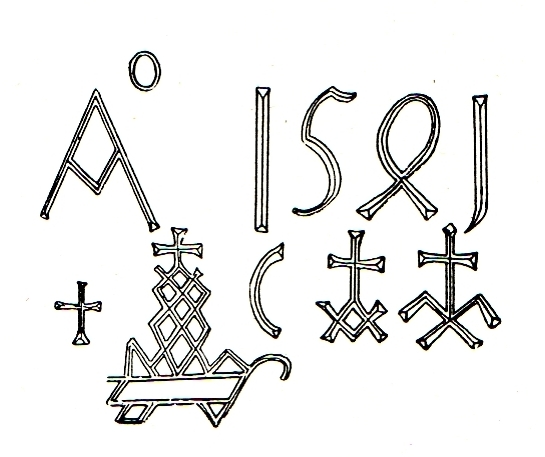
Signes lapidaires, Borgholzhausen.

Les signes lapidaires les plus anciens connus en relation avec le métier de bâtisseur ont été trouvés en Égypte, datés de 2200 av. J.-C. L’exploitation des carrières n’était pas régulière et lorsque du granit était nécessaire, le pharaon envoyait des expéditions de plusieurs milliers d'ouvriers dirigés par un ou plusieurs maîtres.
En Grèce, l'extraction de la pierre s’anoblit avec l'utilisation progressive du marbre et du calcaire gris coquillé dans l'édification des temples. L'exploitation est le plus souvent privée, et le patronyme du maître est inscrit dans la pierre sur les parois à l'entrée des carrières. D'autres maîtres comme Ergasiôn et Daos, cités par les épistates d'Éleusis, sont directement employés pour l'exploitation des carrières du sanctuaire. Les maîtres livrent parfois des pierres uniques taillées spécialement pour l'endroit de l'édifice où elles vont être placées, comme pour la construction du Parthénon où aucun des blocs de marbre extraits du mont Pentélique n'est un parallélépipède parfait.
La stéréotomie se développe véritablement avec l'architecture romaine. Sous contrôle impérial, les maîtres romains extraient le Travertin (italien travertino) dont on se sert pour la construction des plus beaux édifices de la Rome antique, comme le Colisée ou le Théâtre de Marcellus, et le granit avec des pièces monumentales comme les colonnes du Panthéon ou de la basilique Ulpia.

### Moyen Âge

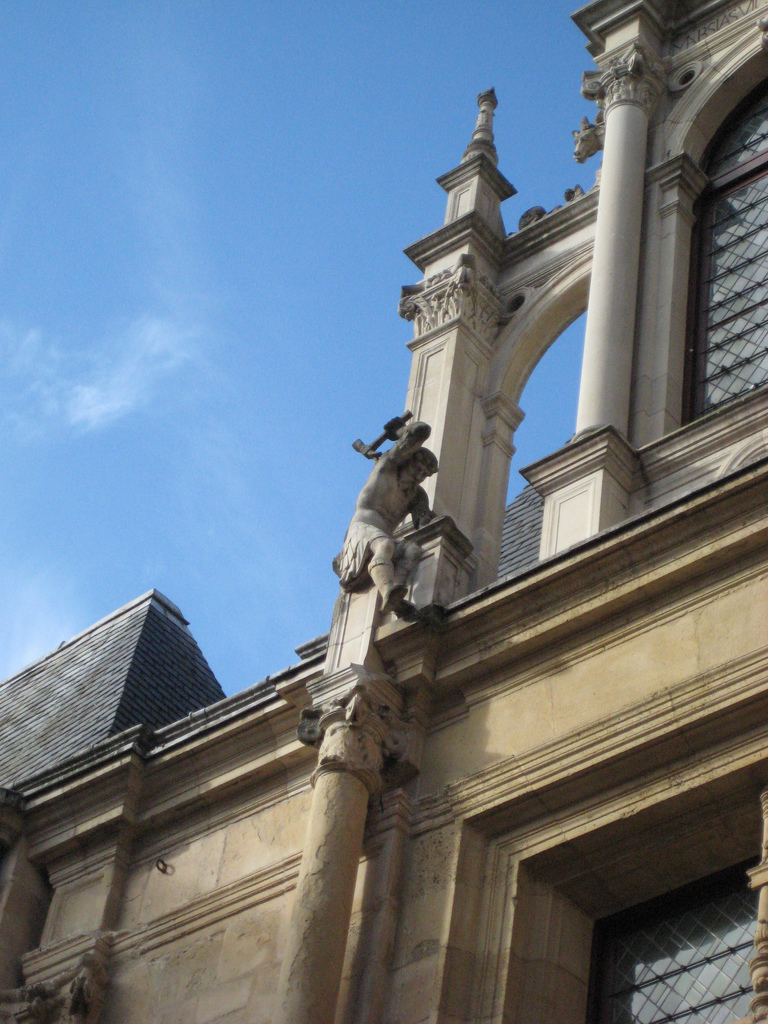
Sculpture d'un tailleur de pierre, hôtel d'Escoville, Caen.

Au Moyen Âge, l'extraction privée de la pierre de taille connait son âge d'or avec l'essor de l'architecture vernaculaire et sacrée. Les maîtres achètent les carrières qu'ils exploitent ou passent des contrats détaillés avec les propriétaires, familles aristocratiques ou monastères, définissant des périodes d'activité précises en fonction des saisons. 
Le développement considérable de l’architecture ecclésiastique durant le Haut Moyen Âge (Ve siècle au Xe siècle) mobilise l'activité des carrières. Les monastères s'implantent parfois aux abords de carrières qu'ils exploitent, ou sous-traitent l'extraction à des maîtres qui jouissent de statuts particuliers. Les métiers de la pierre s'organisent en corporations et confréries. Le fil à plomb, l'équerre, le compas, la règle et le ciseau apparaissent sur de nombreux blasons de maîtres. Ces attributs se retrouvent dans la symbolique de la Franc-maçonnerie dont les racines historiques recoupent celles des premières loges des tailleurs de pierre.
Le Bas Moyen Âge (Xe siècle au XVe siècle) connait une phase d'essor urbain et les grands chantiers des cathédrales gothiques, comme la Cathédrale d'Uppsala en Suède, fondée par le maître français Étienne de Bonneuil en 1287 et abritant le tombeau de Gustave Ier Vasa. Les principes de construction modulaire et la préfabrication se développent. Les premières dynasties de maîtres de carrières apparaissent et exploitent souvent la pierre locale, comme pour la construction de la Cathédrale de Clermont-Ferrand en basaltes noirs et tuf volcanique d'Auvergne, ou les édifices brabançon et d'Arquennes en Pierre bleue avec les familles Mondron, du Boys ou Nopère.
D'autres maîtres laissent simplement leur marque, comme pour la chapelle romane du Saint-Sépulcre de Beaumont-du-Ventoux, édifiée vers le milieu du XIIe siècle par une corporation de carriers, où on retrouve les signes lapidaires du maître de carrière Hugues, dit VGo.
À partir du XVIe siècle, certains maîtres battissent d'importantes fortunes, comme le maître britannique John Wallinger, propriétaire du château Hare Hall construit par l'architecte James Paine dans l'Essex, ou la famille des maîtres Kempster, qui participe au XVIIe siècle aux reconstructions du château de Windsor et à la fondation du Palais de Blenheim. 

### Révolution industrielle

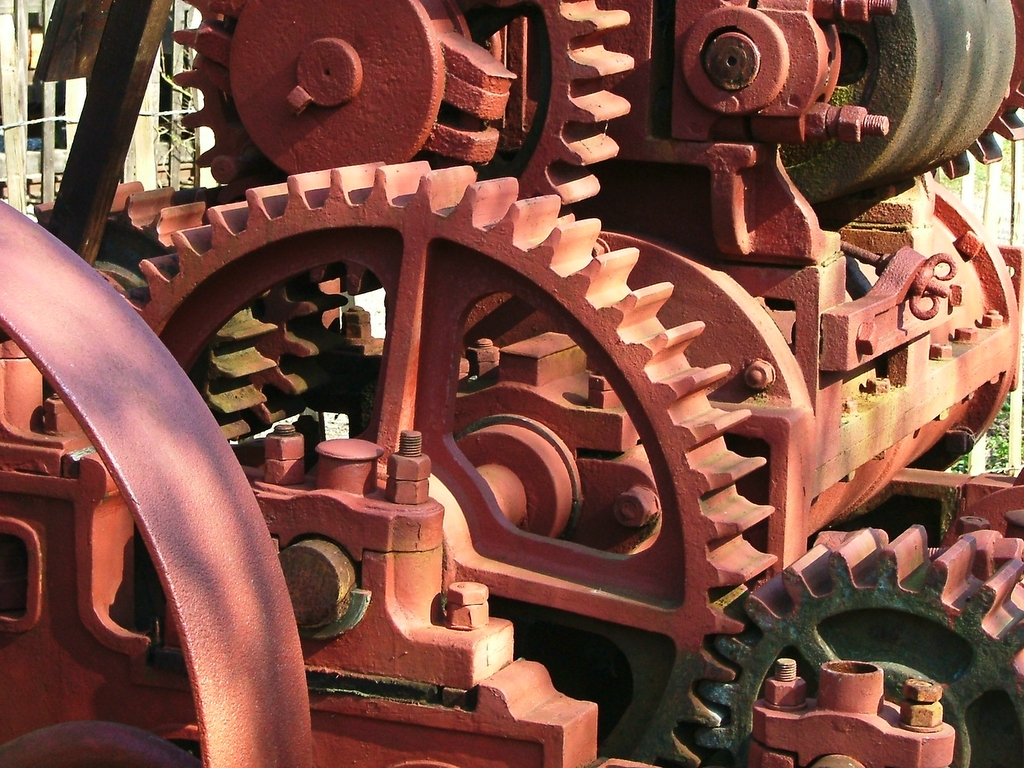
Concasseur de roche, Sussex de l'Ouest

Le XIXe siècle marque la scission entre les petites dynasties et la montée en puissance de grands empires industriels. Les apports techniques de la révolution industrielle offrent de nouvelles opportunités d'exploitation et de commerce. 
Chemins de fer, machines à vapeur, treuils rotatifs, scies à chaîne, jet d'eau sous pression, marteau perforateur, abattage à l'explosif, scierie électrique, les évolutions techniques modifient en profondeur le travail de la pierre et permettent la naissance d'empires industriels comme celui de John Mowlem (1788-1868), fondateur de l'entreprise Mowlem, devenu au XXe siècle une multinationale cotée au London Stock Exchange, de l'autrichien Albert Förster (1832-1908) ou encore de Johann Heinrich Wimmel, maître de carrière fondateur de l'entreprise Zeidler & Wimmel.
L'exploitation des carrières de Rüdersdorf en Allemagne est un exemple de l'industrialisation des processus d'extraction et de livraison de la pierre, avec en parallèle la formation de grandes cités industrielles sur le même modèle que les maîtres de forges.
D'autres avancées techniques, comme les inventions du maître allemand Erhard Ackermann (1813-1880) permettent l'essor d'une industrie du granit. 
En Brabant-Wallon, le baron Joseph Zaman fonde sa fortune sur le commerce international des pierres des carrières brabançonnes. Il fait construire une ligne de chemin de fer privée pour l'acheminement de la marchandise vers sa flotte, et mobilise plusieurs milliers de salariés. Propriétaire du château Zaman, du château de Wasseiges et du chateau de Bousval, il est ruiné par le krack financier de 1884. Dans la province de Liège, Mathieu Franck exploite de nombreuses carrières (petit granit et grès) à Esneux, Comblain-au-Pont et Sprimont, où il fonde en 1878 une importante firme commerciale, la « Société anonyme des Carrières de Sprimont, Ourthe et Amblève ».

## Mode de vie

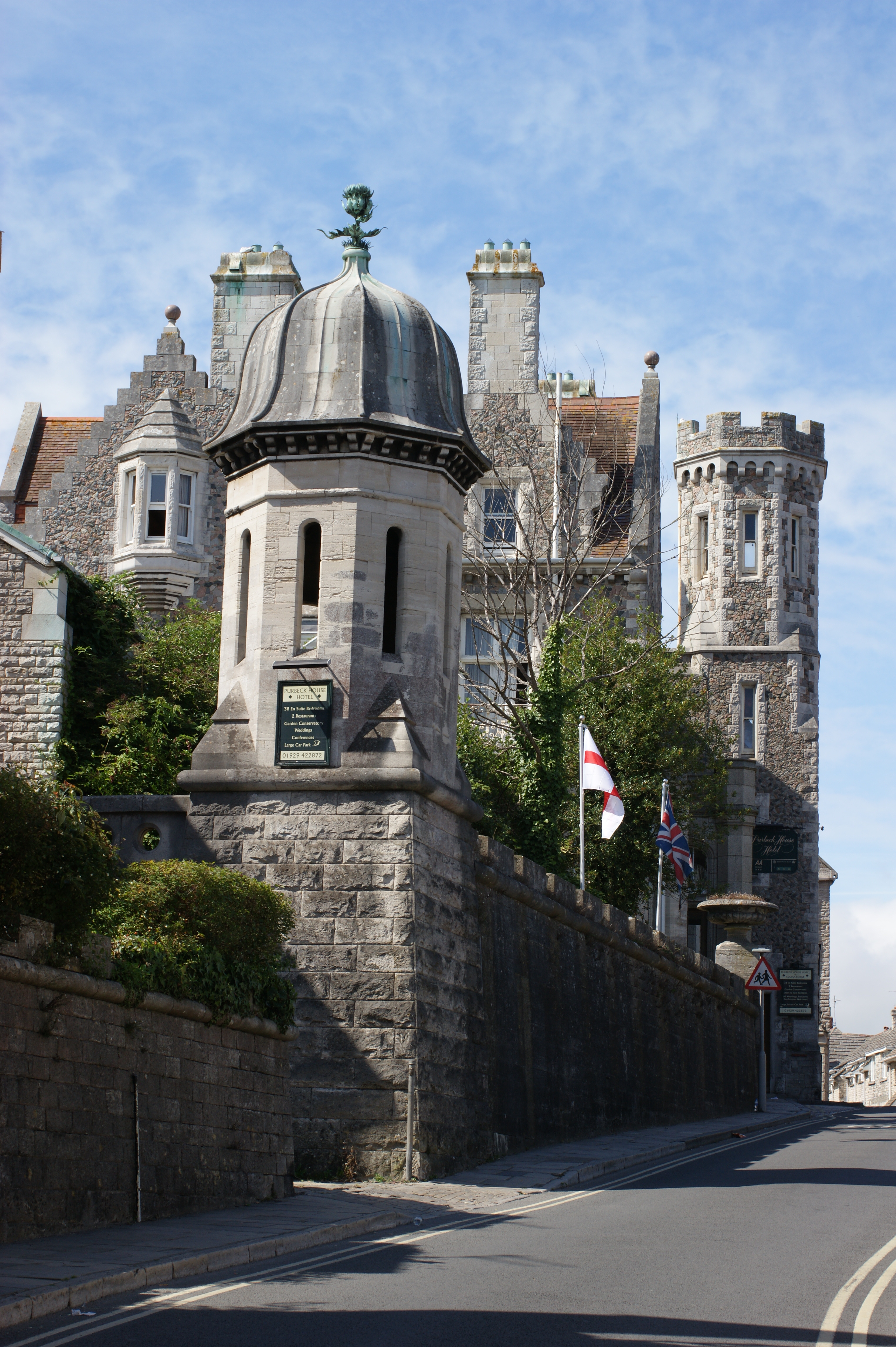
Manoir du maître George Burt, Dorset.

À partir du XVe siècle, les maîtres jouissent du statut de notable provincial, et entretiennent souvent des liens forts avec le pouvoir exécutif local. Ils se présentent pour des mandats d'échevins, maires, bourgmestres ou conseillers, comme la dynastie sonégienne des Wincqz, avec Pierre Joseph Wincqz, maître de carrière, sénateur et bourgmestre de Soignies, ou son fils Grégoire Wincqz, maître de carrière, député et Bourgmestre de Soignies. 
La formation s'effectue dans le milieu familial, et le titre se transmet avec les connaissances et le patrimoine. Les demeures sont en périphérie urbaine, à proximité des carrières. Le maître devait entretenir une écurie nombreuse, comprenant chevaux de tête, de sous-verge, de cheville et limoniers pour les attelages de transport des pierres, et à partir du XIXe siècle, les treuils à manèges.
Dans le bassin brabançon et sonégien, un grand nombre de châteaux de maîtres fleurissent aux XVIe et XIXe siècles, comme le Château du Trichon, bâti par les maîtres Nopère, le Château Cousin, demeure néo-classique en pierre bleue fondée au XIXe siècle par la famille Cousin, ou encore le Château Scaron, fondé par le maître Jan Scaron au XVIIe siècle et racheté par le baron Jacques de Dixmude.
Le château des Wincqz, demeure de style néoclassique construite à Soignies en 1838, est un exemple de l'habitat des maîtres de carrières sonégiens du XIXe siècle. Situé sur une position industrielle stratégique, il domine les versants de la rivière et les faubourgs de la ville où demeurent les ouvriers carriers. Les Wincqz s'assuraient de cette manière la mainmise sur tous les sites favorables à l'extraction de la pierre, tout en entretenant un modèle paternaliste vis-à-vis de leurs employés.
Au XXe siècle, l'habitat s'embourgeoise et devient plus conforme au modèle urbain, comme pour le maître Otto Gunderloch, qui fait construire en 1901 une demeure de style renaissance  à Strasbourg, le Manoir du Contades, ou encore l'Hôtel particulier Lombard, construit en 1902 à Nancy par l'architecte Émile André pour le maître Jules Lombard.